# Perkův dalekohled
Dvoumetrový dalekohled na observatoři Astronomického ústavu Akademie věd ČR v Ondřejově – nyní Perkův dalekohled – je v současnosti největší dalekohled v České republice. Jde o zrcadlový dalekohled (reflektor) s průměrem hlavního zrcadla 2 m. Používá se především k získávání spekter různých typů hvězd. Byl uveden do provozu v roce 1967.
Od roku 2012 nese jméno po českém astronomovi Luboši Perkovi, který se o jeho stavbu zasadil.

## Popis
Dalekohled se skládá z tubusu vlastního dalekohledu, na jehož spodní části je umístěno hlavní (tzv. primární) zrcadlo. Uvnitř tubusu jsou pak další zrcadla, která směrují paprsek k měřicím přístrojům. Každé ze zrcadel je v ose tubusu upevněno 4ramenným nosníkem – tzv. pavoukem.
Primární zrcadlo dalekohledu je vyrobeno z borosilikátového skla. Na něm je nanesen hliník, který tvoří vlastní odraznou vrstvu. Proti atmosférickým vlivům je chráněn ještě velmi slabou vrstvou fluoridu hořečnatého (MgF2). I přes tuto ochranu však hliník ztrácí postupně svoji odrazivost a proto je třeba zrcadlo jednou za několik let znovu pokovit.
Zrcadlo má tvar rotačního paraboloidu a jeho skutečný průměr je 208 cm; efektivní průměr plochy, na kterou dopadá světlo pozorovaného objektu, je jen 200 cm.
Především z důvodu lepšího ovládání je dalekohled postaven na tzv. dvouosé paralaktické podpůrné montáži. Při ní je tubus dalekohledu umístěn mimo osu nosného pilíře, a proto je k jeho vyvážení použito protizávaží. Tubus se zrcadlem, protizávaží a další pohyblivé části váží celkem 83 tun; vlastní dalekohled má hmotnost 33 tun.
Dalekohled je umístěn na pilíři, který má základy v hloubce 5 m. Není však ukotven přímo ke skále, ale stojí na 30 cm tlusté vrstvě upěchovaného suchého písku, který izoluje vlastní dalekohled od otřesů z okolí.

### Konfigurace
Dalekohled může mít podle nastavené konfigurace dalších optických prvků (především vedlejší zrcadla a v omezené míře také korekční čočky) tři ohniska, ve kterých se mohou umisťovat měřicí přístroje. První dvě z nich se nacházejí ve vlastním dalekohledu – primární ohnisko u horní hrany tubusu a tzv. Cassegrainovo ohnisko na spodní straně dalekohledu. Protože však moderní přístroje vyžadují konstantní teplotu a především vysokou stabilitu, čehož v prostoru dalekohledu nejde dosáhnout, používá se v současnosti již jen měření v tzv. coudé ohnisku. To je umístěno na úrovni přízemí pod podlahou kopule. Obraz pozorovaného objektu je k němu přiveden soustavou zrcadel.

### Kopule

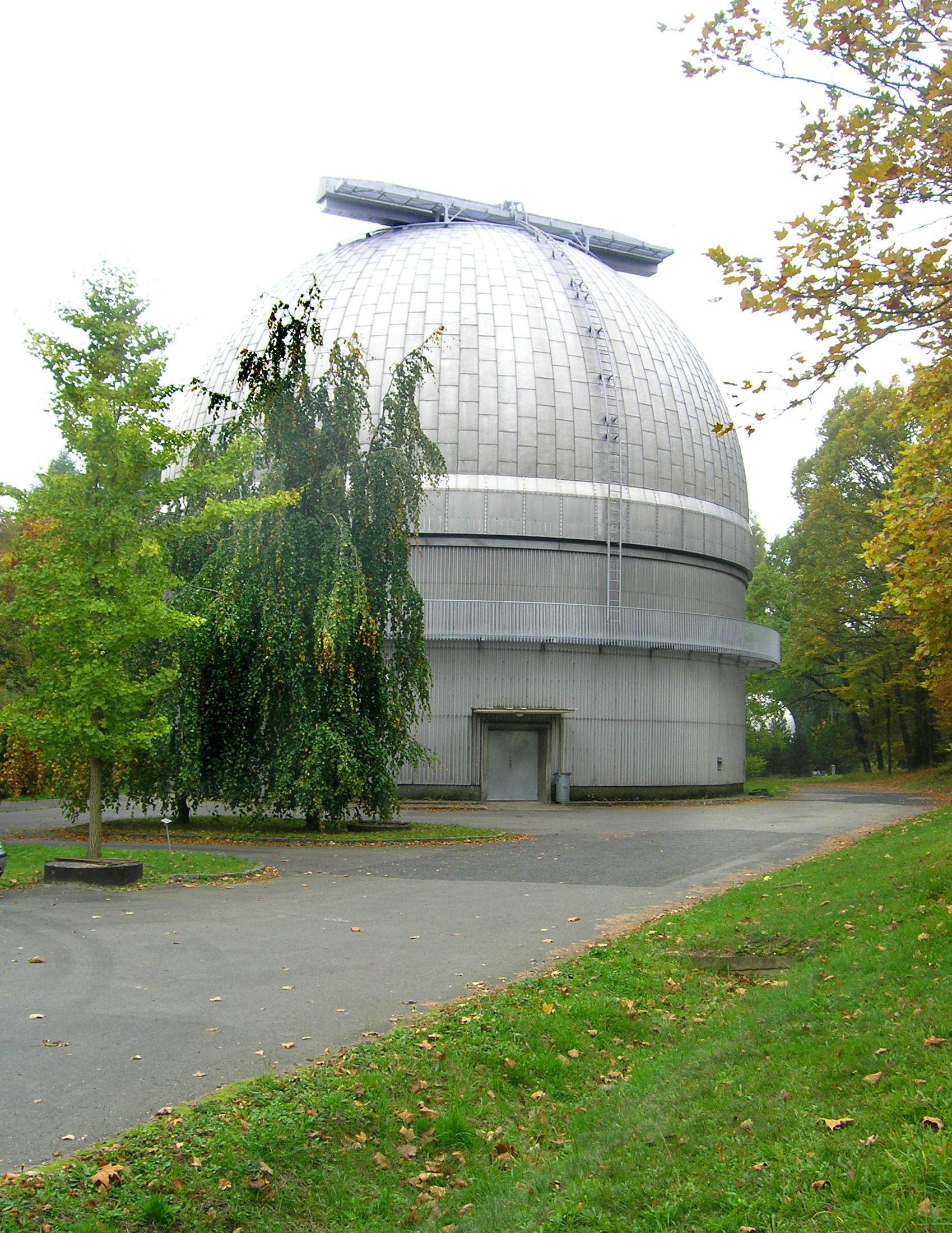
Kopule dalekohledu

Dalekohled je umístěn v kopuli o průměru 21 m. Kopule je převážně dřevěná doplněná dalšími izolačními materiály (styropor, sololit). Z vnějšku je pobita hliníkovým plechem. Celá její konstrukce byla navržena tak, aby měla co nejlepší tepelně-izolační vlastnosti a aby tedy teplota uvnitř během dne kolísala co nejméně.
Kopule váží 195 tun a je otočná. Po podstavě se pohybuje na 24 vozících, z nichž 4 hnací jsou opatřeny elektromotory. Pro pozorování je kopule opatřena 5 m širokou štěrbinou. Ta je mimo období pozorování zakryta dvoukřídlými posuvnými vraty, z nichž každé váží 10 tun. V patře kopule je zasklená návštěvnická galerie. Ta je oddělena od ostatních prostor kopule, aby šlo v prostoru dalekohledu lépe udržovat nízkou prašnost a minimalizovat kolísání teploty.
Kopule stojí na podstavě, kterou je kruhová budova s tloušťkou stěn 0,5 m. Také ona je z důvodů izolace otřesů založena na vrstvě suchého písku. Mezi podstavcem kopule a pilířem dalekohledu neexistuje žádné pevné spojení – obě konstrukce jsou vždy odděleny dilatační mezerou širokou 10 cm. Cílem je zabránit tomu, aby se pohyby kopule přenášely na vlastní dalekohled a jeho příslušenství.

## Výstavba

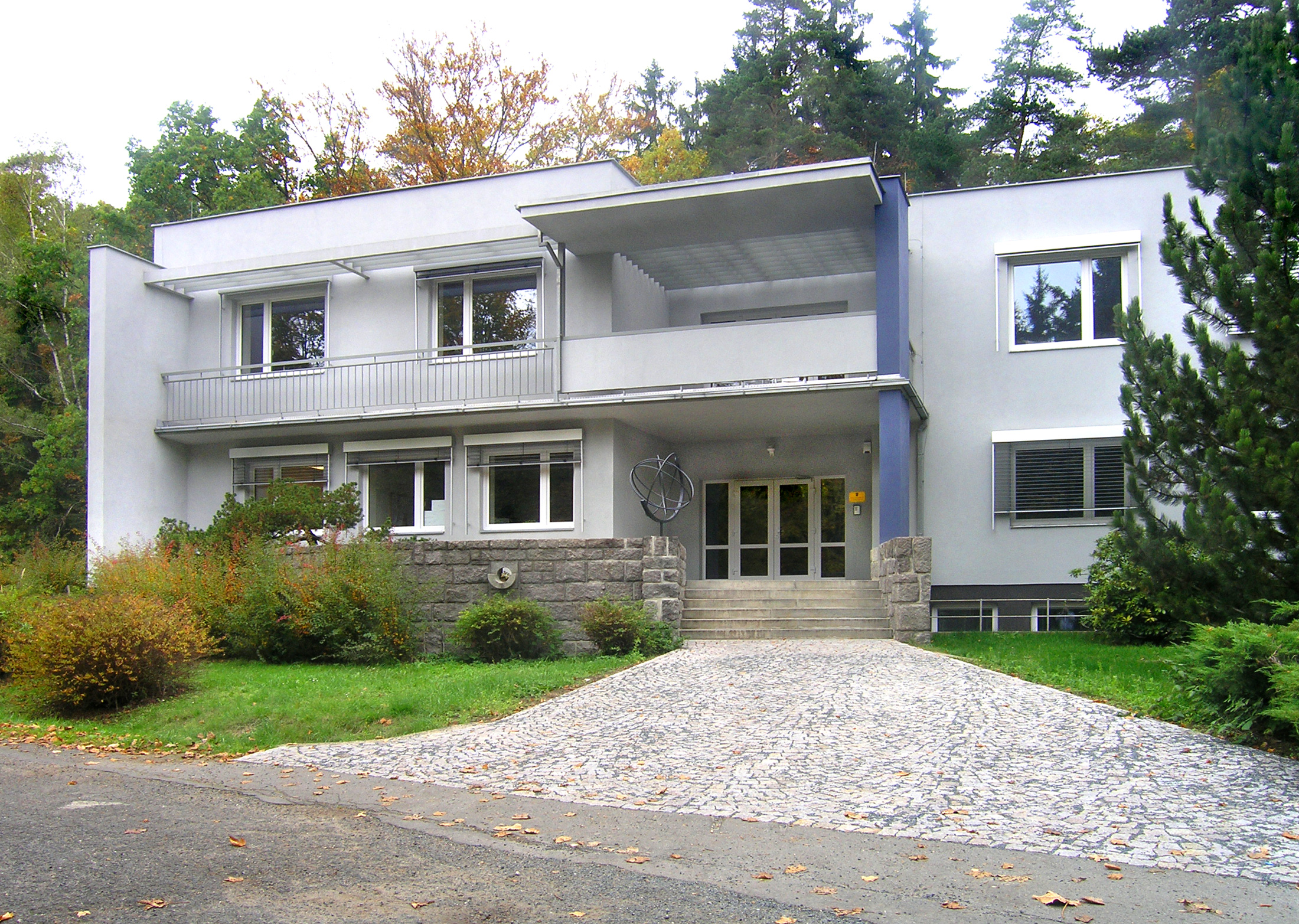
Provozní budova dalekohledu

O výstavbě dalekohledu bylo rozhodnuto v roce 1959 tehdejším usnesením vlády. Po výběru vhodné lokality (ze začátku nebylo jasné, že bude dalekohled postaven těsně u astronomické observatoře v Ondřejově) se v roce 1963 začalo s výstavbou kopule. Ta byla dokončena o rok později.
Jako výrobce dalekohledu byla již dříve vybrána firma Carl Zeiss Jena v Jeně (tehdejší Německá demokratická republika).
Důvodem bylo i to, že tato firma nedávno před tím (1960) vyrobila dvoumetrový dalekohled pro hvězdárnu v Tautenburgu (severovýchodně od Jeny). V roce 1965 začalo v Jeně broušení zrcadla a v roce 1967 byl dalekohled smontován na Ondřejově.
Slavnostně byl uveden do provozu 23. srpna 1967 u příležitosti 13. kongresu Mezinárodní astronomické Unie, který tehdy zasedal v Praze. V této době byl spolu se stejně velkými dalekohledy v Tautenburgu (nynější Německo) a Šamachi (nynější Ázerbájdžán) 7. největším dalekohledem na světě. Dnes je velikostí v pořadí ve druhé stovce na světě.

## Pozorování

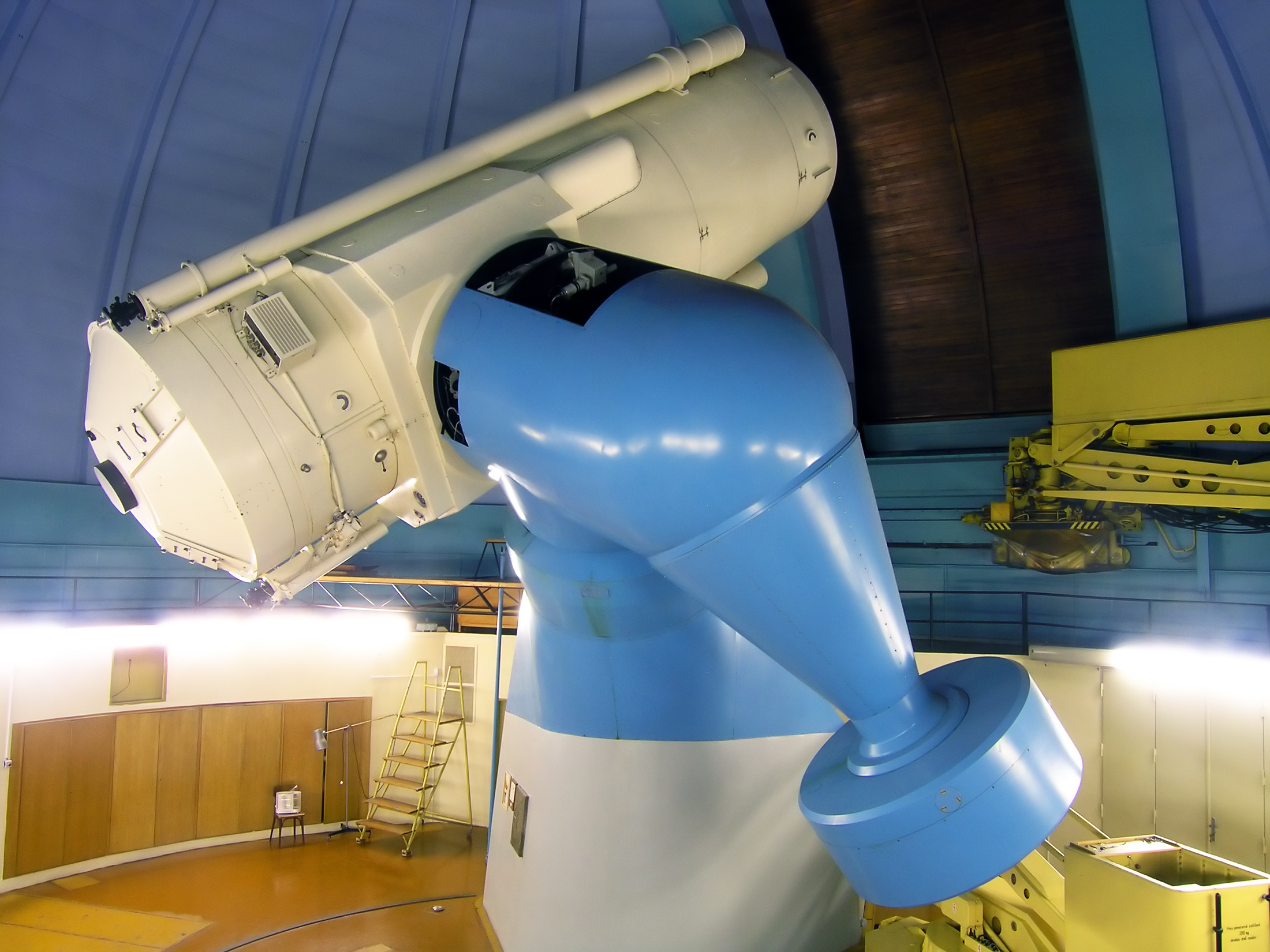
Dalekohled s vyvažujícím protizávažím

Již od počátku byl dalekohled konstruován pro měření spekter hvězd – nelze z něj tedy získat fotografie nebeských objektů. Ze spekter však jde zjistit složení hvězd, odhadnout jejich pohyb apod. a proto je spektroskopie hlavním nástrojem při vědeckém pozorování hvězd i dalších vesmírných objektů.
Jeho primární zaměření byly spektra tzv. horkých hvězd, tedy hvězd spektrální třídy B o povrchové teplotě obvykle 10 000 až 30 000 K (pro srovnání: Slunce má povrchovou teplotu 5 800 K). V průběhu let se zaměření výzkumu rozšiřovalo, takže nyní zahrnuje i studium dvojhvězd a vícenásobných hvězdných systémů, hydrodynamických obálek hvězd (hvězdného větru) a získávání podkladů k modelování atmosfér horkých hvězd.
Velká část pozorovaných objektů se pozoruje dlouhodobě. To je výhoda těchto dalekohledů „střední třídy“ oproti největším dalekohledům. Ty jsou sice velmi výkonné, mohou pozorovat i slabší objekty, s větším rozlišením atd., ale vzhledem k velkému zájmu o jejich využití je pozorovací čas jednoho objektu velmi omezený. Ondřejovským dvoumetrovým dalekohledem se takto dlouhodobě pozoruje např. hvězda β Lyrae (Sheliak) v souhvězdí Lyry.
Od roku 2017 se vznikem pracovní skupiny zabývající se studiem extrasolárních planet (planet nepatřících do sluneční soustavy) se pozorování s 2m dalekohledem zaměřilo i na měření spekter hvězd hostící extrasolární planety. Cílem je potvrdit nebo vyvrátit předpoklad, že se u jisté hvězdy nachází planeta. Kandidáti na extrasolární planety jsou výsledkem fotometrických měření (měření změn jasu mateřské hvězdy), především vesmírných misí Kepler/K2 a TESS.

### Modernizace

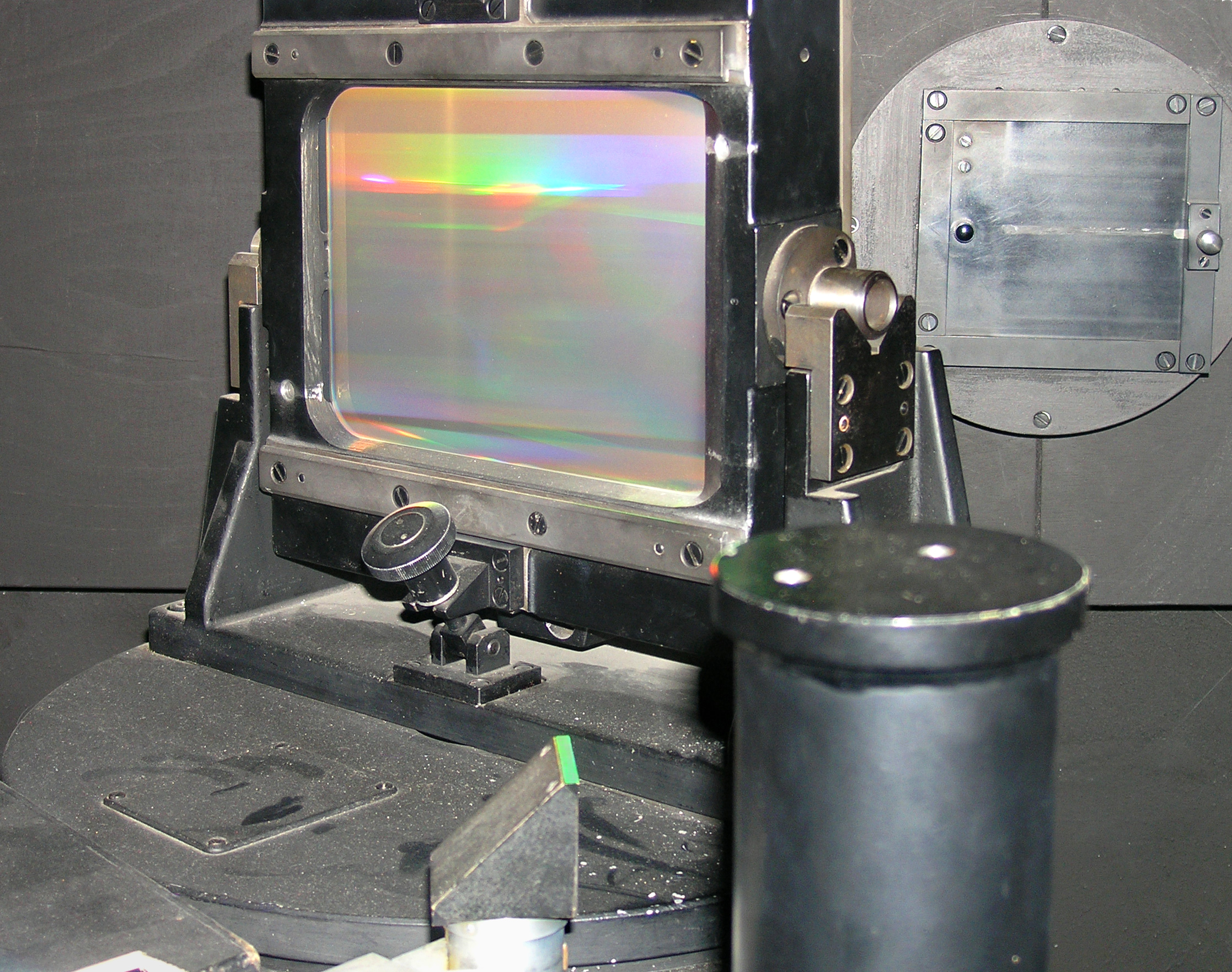
Mřížka coudé spektrometru

Během 40 let existence dalekohledu došlo k několika modernizacím. První z nich začala v roce 1982 a měla se při ní především vyměnit zastaralá elektronika a zlepšit spektrograf. Během kontroly se však zjistilo poškození ložisek a proto se oprava protáhla až do roku 1987. Při další modernizace v letech 1997–1998 se vyměnil především systém řídících počítačů.
Probíhaly však i další modernizace, které se příliš netýkaly vlastního dalekohledu. Velmi důležitou byla modernizace spektrografů, kdy se přešlo z fotografování na skleněné desky k záznamu spekter elektronickými detektory. První takováto změna proběhla v roce 1992. 